# Restaurant de la Machine à Bougival
Restaurant de la Machine à Bougival est un tableau réalisé par Maurice de Vlaminck vers 1905. Cette huile sur toile représente un restaurant à Bougival, dans les Yvelines. Présentée au Salon d'Automne de 1905, elle est aujourd'hui conservée au musée d'Orsay, à Paris.

## Expositions
- Salon d'Automne de 1905, Grand Palais, Paris, 1905.
- Apollinaire, le regard du poète, musée de l'Orangerie, Paris, 2016 — n°75.